# Futou Hu
Futou Hu är en sjö i Kina. Den ligger i provinsen Hubei, i den centrala delen av landet, omkring 66 kilometer söder om provinshuvudstaden Wuhan. Futou Hu ligger 19 meter över havet.
Genomsnittlig årsnederbörd är 1 972 millimeter. Den regnigaste månaden är maj, med i genomsnitt 280 mm nederbörd, och den torraste är januari, med 51 mm nederbörd.